# Копытово (Можайский район)
Копытово — деревня в Можайском районе Московской области, в составе городского поселения Уваровка. Численность постоянного населения по Всероссийской переписи 2010 года — 17 человек. До 2006 года Копытово входило в состав Колоцкого сельского округа.
Деревня расположена в центральной части района, на правом берегу безымянного правого притока реки Колочь, примерно в 5 км к юго-востоку от пгт Уваровка, высота центра над уровнем моря 229 м. Ближайшие населённые пункты — примыкающее с востока Митьково и Цуканово на юго-запад.